# Puchar Świata w kombinacji norweskiej 2016/2017
Sezon 2016/2017 Pucharu Świata w kombinacji norweskiej rozpoczął się 26 listopada 2016 w fińskiej Ruce, a ostatnie zawody z tego cyklu zostały rozegrane 19 marca 2017 w niemieckim Schonach. Kraje, w których odbywały się konkursy PŚ to Finlandia, Norwegia, Austria, Francja, Niemcy, Włochy, Japonia i Korea Południowa. 
Tytuł obronił Niemiec Eric Frenzel oraz reprezentacja Niemiec w Pucharze Narodów.

## Kalendarz i wyniki
| Lp                                                                     | Data                                                                   | Miejscowość                                                            | Skocznia                                                                   | Konkurencja                                                                | 1. miejsce                                                                 | 2. miejsce                                                                  | 3. miejsce                                                                 |
| ---------------------------------------------------------------------- | ---------------------------------------------------------------------- | ---------------------------------------------------------------------- | -------------------------------------------------------------------------- | -------------------------------------------------------------------------- | -------------------------------------------------------------------------- | --------------------------------------------------------------------------- | -------------------------------------------------------------------------- |
| 1.                                                                     | 26 listopada 2016                                                      | Ruka                                                                   | Rukatunturi                                                                | HS142/10 km                                                                | Johannes Rydzek                                                            | Eric Frenzel                                                                | Jørgen Gråbak                                                              |
| 2.                                                                     | 27 listopada 2016                                                      | Ruka                                                                   | Rukatunturi                                                                | HS142/10 km                                                                | Johannes Rydzek                                                            | Wilhelm Denifl                                                              | Akito Watabe                                                               |
| 3.                                                                     | 2 grudnia 2016                                                         | Lillehammer                                                            | Lysgårdsbakken                                                             | HS100/4x5 km                                                               | Niemcy Björn Kircheisen · Eric Frenzel · Fabian Rießle · Johannes Rydzek   | Norwegia Mikko Kokslien · Espen Andersen · Håvard Klemetsen · Jørgen Gråbak | Austria David Pommer · Mario Seidl · Wilhelm Denifl · Philipp Orter        |
| 4.                                                                     | 3 grudnia 2016                                                         | Lillehammer                                                            | Lysgårdsbakken                                                             | HS100/10 km                                                                | Eric Frenzel                                                               | Johannes Rydzek                                                             | Fabian Rießle                                                              |
| 5.                                                                     | 4 grudnia 2016                                                         | Lillehammer                                                            | Lysgårdsbakken                                                             | HS138/10 km                                                                | Eric Frenzel                                                               | Björn Kircheisen                                                            | Jørgen Gråbak                                                              |
| 6.                                                                     | 17 grudnia 2016                                                        | Ramsau am Dachstein                                                    | Mattensprunganlage                                                         | HS98/10 km                                                                 | Johannes Rydzek                                                            | Fabian Rießle                                                               | Eric Frenzel                                                               |
| 7.                                                                     | 18 grudnia 2016                                                        | Ramsau am Dachstein                                                    | Mattensprunganlage                                                         | HS98/10 km                                                                 | Eric Frenzel                                                               | Fabian Rießle                                                               | Vinzenz Geiger                                                             |
| 8.                                                                     | 7 stycznia 2017                                                        | Lahti                                                                  | Salpausselkä                                                               | HS130/10 km                                                                | Eric Frenzel                                                               | Eero Hirvonen                                                               | Johannes Rydzek                                                            |
| 9.                                                                     | 8 stycznia 2017                                                        | Lahti                                                                  | Salpausselkä                                                               | HS130/10 km                                                                | Fabian Rießle                                                              | Eric Frenzel                                                                | Johannes Rydzek                                                            |
| 10.                                                                    | 13 stycznia 2017                                                       | Val di Fiemme                                                          | Trampolino Dal Ben                                                         | HS134/10 km                                                                | Eric Frenzel                                                               | Johannes Rydzek                                                             | Magnus Moan                                                                |
| 11.                                                                    | 14 stycznia 2017                                                       | Val di Fiemme                                                          | Trampolino Dal Ben                                                         | HS134/2x7,5 km                                                             | Norwegia Espen Andersen · Jørgen Gråbak                                    | Czechy Tomáš Portyk · Miroslav Dvořák                                       | Włochy Samuel Costa · Alessandro Pittin                                    |
| 12.                                                                    | 15 stycznia 2017                                                       | Val di Fiemme                                                          | Trampolino Dal Ben                                                         | HS134/10 km                                                                | Eric Frenzel                                                               | Johannes Rydzek                                                             | Akito Watabe                                                               |
| 13.                                                                    | 21 stycznia 2017                                                       | Chaux-Neuve                                                            | La Côté Feuillée                                                           | HS118/10 km                                                                | Johannes Rydzek                                                            | Fabian Rießle                                                               | Akito Watabe                                                               |
| 14.                                                                    | 22 stycznia 2017                                                       | Chaux-Neuve                                                            | La Côté Feuillée                                                           | HS118/10 km                                                                | Fabian Rießle                                                              | Johannes Rydzek                                                             | Eric Frenzel                                                               |
| 15.                                                                    | 27 stycznia 2017                                                       | Seefeld                                                                | Casino Arena                                                               | HS109/5 km                                                                 | Johannes Rydzek                                                            | Eric Frenzel                                                                | Samuel Costa                                                               |
| 16.                                                                    | 28 stycznia 2017                                                       | Seefeld                                                                | Casino Arena                                                               | HS109/10 km                                                                | Johannes Rydzek                                                            | Eric Frenzel                                                                | Samuel Costa                                                               |
| 17.                                                                    | 29 stycznia 2017                                                       | Seefeld                                                                | Casino Arena                                                               | HS109/15 km                                                                | Eric Frenzel                                                               | Johannes Rydzek                                                             | Bernhard Gruber                                                            |
|                                                                        | Nordic Combined Triple – klasyfikacja końcowa                          | Nordic Combined Triple – klasyfikacja końcowa                          | Nordic Combined Triple – klasyfikacja końcowa                              | Nordic Combined Triple – klasyfikacja końcowa                              | Eric Frenzel                                                               | Johannes Rydzek                                                             | Bernhard Gruber                                                            |
| 18.                                                                    | 4 lutego 2017                                                          | Pjongczang                                                             | Alpensia                                                                   | HS140/10 km                                                                | Johannes Rydzek                                                            | Mario Seidl                                                                 | Fabian Rießle                                                              |
| 19.                                                                    | 5 lutego 2017                                                          | Pjongczang                                                             | Alpensia                                                                   | HS140/10 km                                                                | Johannes Rydzek                                                            | Eric Frenzel                                                                | Mario Seidl                                                                |
| 20.                                                                    | 10 lutego 2017                                                         | Sapporo                                                                | Ōkurayama                                                                  | HS134/10 km                                                                | Björn Kircheisen                                                           | Akito Watabe                                                                | Mikko Kokslien                                                             |
| 21.                                                                    | 11 lutego 2017                                                         | Sapporo                                                                | Ōkurayama                                                                  | HS134/10 km                                                                | Akito Watabe                                                               | Tim Hug                                                                     | Manuel Faißt                                                               |
| MŚ                                                                     | 21 lutego - 5 marca 2015                                               | Lahti                                                                  | Kombinacja norweska na Mistrzostwach Świata w Narciarstwie Klasycznym 2017 | Kombinacja norweska na Mistrzostwach Świata w Narciarstwie Klasycznym 2017 | Kombinacja norweska na Mistrzostwach Świata w Narciarstwie Klasycznym 2017 | Kombinacja norweska na Mistrzostwach Świata w Narciarstwie Klasycznym 2017  | Kombinacja norweska na Mistrzostwach Świata w Narciarstwie Klasycznym 2017 |
| 22.                                                                    | 11 marca 2017                                                          | Oslo                                                                   | Holmenkollbakken                                                           | HS134/10 km                                                                | Akito Watabe                                                               | Eric Frenzel                                                                | Björn Kircheisen                                                           |
| 23.                                                                    | 15 marca 2017                                                          | Trondheim                                                              | Granåsen                                                                   | HS140/10 km                                                                | Eric Frenzel                                                               | Johannes Rydzek                                                             | Fabian Rießle                                                              |
| 24.                                                                    | 18 marca 2017                                                          | Schonach                                                               | Langenwaldschanze                                                          | HS106/10 km                                                                | Eric Frenzel                                                               | Wilhelm Denifl                                                              | Johannes Rydzek                                                            |
| 25.                                                                    | 19 marca 2017                                                          | Schonach                                                               | Langenwaldschanze                                                          | HS106/10 km                                                                | Eric Frenzel                                                               | François Braud                                                              | Akito Watabe                                                               |
| Puchar Świata w kombinacji norweskiej 2016/2017 – klasyfikacja końcowa | Puchar Świata w kombinacji norweskiej 2016/2017 – klasyfikacja końcowa | Puchar Świata w kombinacji norweskiej 2016/2017 – klasyfikacja końcowa | Puchar Świata w kombinacji norweskiej 2016/2017 – klasyfikacja końcowa     | Puchar Świata w kombinacji norweskiej 2016/2017 – klasyfikacja końcowa     | Eric Frenzel                                                               | Johannes Rydzek                                                             | Akito Watabe                                                               |

## Wyniki reprezentantów Polski
| Zawodnik | Ruka 26.11 | Ruka 27.11 | Lillehammer 03.12 | Lillehammer 04.12 | Ramsau am Dachstein 17.12 | Ramsau am Dachstein 18.12 | Lahti 07.01 | Lahti 08.01 | Val di Fiemme 13.01 | Val di Fiemme 15.01 | Chaux-Neuve 21.01 | Chaux-Neuve 22.01 | Seefeld 27.01 | Seefeld 28.01 | Seefeld 29.01 | Pjongczang 04.02 | Pjongczang 05.02 | Sapporo 10.02 | Sapporo 11.02 | Oslo 11.03 | Trondheim 15.03 | Schonach 18.03 | Schonach 19.03 |
| Adam Cieślar | 19         | 30         | dns               | 50                | –                         | –                         | 42          | 45          | –                   | –                   | dnf               | 34                | –             | –             | –             | –                | –                | –             | –             | 46         | 32              | 7              | 27             |
| Szczepan Kupczak | 33         | 32         | dnf               | 40                | 44                        | 46                        | –           | –           | –                   | –                   | –                 | –                 | –             | –             | –             | –                | –                | –             | –             | –          | –               | –              | –              |
| Paweł Słowiok | 38         | 35         | 39                | 46                | 42                        | 37                        | 33          | 37          | –                   | –                   | 33                | 30                | –             | –             | –             | –                | –                | –             | –             | q          | 46              | 18             | 17             |
| 1-3 4-30 poniżej 30 q – Zawodnik nie zakwalifikował się do konkursu głównego. dns – Zawodnik nie pojawił się na starcie biegu. dns – Zawodnik nie wystąpił w konkursie głównym. dsq – Zawodnik został zdyskwalifikowany w konkursie głównym. dnf – Zawodnik nie ukończył biegu. – – Zawodnik nie został zgłoszony do konkursu.              |            |            |                   |                   |                           |                           |             |             |                     |                     |                   |                   |               |               |               |                  |                  |               |               |            |                 |                |                |
| 1 Dyskwalifikacja w rundzie prowizorycznej/kwalifikacjach z powodu niezgodnego/-ych z regulaminem sprzętu/stroju/butów. 2 Dyskwalifikacja z powodu niezgodnego/-ych z regulaminem sprzętu/stroju/butów. 3 Dyskwalifikacja z powodu za wczesnego wybiegnięcia na start podczas biegu. 4 Zawodnik zgłoszony nie wystartował w kwalifikacjach. |            |            |                   |                   |                           |                           |             |             |                     |                     |                   |                   |               |               |               |                  |                  |               |               |            |                 |                |                |

## Klasyfikacja generalna
| Lp. | Zawodnik                   | Punkty |
| --- | -------------------------- | ------ |
| 1.  | Eric Frenzel               | 1734   |
| 2.  | Johannes Rydzek            | 1609   |
| 3.  | Akito Watabe               | 1089   |
| 4.  | Fabian Rießle              | 1069   |
| 5.  | Björn Kircheisen           | 748    |
| 6.  | Mario Seidl                | 719    |
| 7.  | Ilkka Herola               | 475    |
| 8.  | Eero Hirvonen              | 464    |
| 9.  | Wilhelm Denifl             | 442    |
| 10. | Bernhard Gruber            | 436    |
| 11. | Jørgen Gråbak              | 422    |
| 12. | François Braud             | 405    |
| 13. | Manuel Faißt               | 389    |
| 14. | Samuel Costa               | 383    |
| 15. | Espen Andersen             | 377    |
| 16. | Tim Hug                    | 357    |
| 17. | Philipp Orter              | 331    |
| 18. | Magnus Krog                | 323    |
| 19. | Franz-Josef Rehrl          | 294    |
| 20. | Vinzenz Geiger             | 287    |
| 21. | David Pommer               | 274    |
| 22. | Hideaki Nagai              | 270    |
| 23. | Jan Schmid                 | 263    |
| 24. | Mikko Kokslien             | 246    |
| =   | Yoshito Watabe             | 246    |
| 26. | Magnus Moan                | 225    |
| 27. | Paul Gerstgraser           | 205    |
| 28. | Lukas Klapfer              | 197    |
| 29. | Håvard Klemetsen           | 188    |
| 30. | Terence Weber              | 187    |
| 31. | Jakob Lange                | 165    |
| 32. | Takehiro Watanabe          | 144    |
| 33. | Antoine Gérard             | 135    |
| 34. | Bryan Fletcher             | 131    |
| 35. | Maxime Laheurte            | 120    |
| 36. | Leevi Mutru                | 106    |
| 37. | Tomáš Portyk               | 103    |
| 38. | Alessandro Pittin          | 92     |
| 39. | Jarl Magnus Riiber         | 90     |
| 40. | Taihei Katō                | 88     |
| 41. | Miroslav Dvořák            | 82     |
| 42. | Kristjan Ilves             | 81     |
| 43. | Adam Cieślar               | 53     |
| 44. | Truls Sønstehagen Johansen | 52     |
| 45. | Aguri Shimizu              | 45     |
| 46. | Martin Fritz               | 42     |
| 47. | Harald Lemmerer            | 35     |
| =   | Harald Johnas Riiber       | 35     |
| 49. | Taylor Fletcher            | 34     |
| 50. | Paweł Słowiok              | 28     |
| 51. | Sindre Ure Søtvik          | 25     |
| 52. | Wiaczesław Barkow          | 22     |
| 53. | Lukas Greiderer            | 20     |
| 54. | Hisaki Nagamine            | 18     |
| 55. | Espen Bjørnstad            | 17     |
| =   | Laurent Muhlethaler        | 17     |
| =   | Ernest Yahin               | 17     |
| 58. | Arttu Mäkiaho              | 15     |
| 59. | Hannu Manninen             | 13     |
| 60. | Thomas Kjelbotn            | 10     |
| 61. | Go Sonehara                | 9      |
| 62. | Hugo Buffard               | 8      |
| 63. | Marjan Jelenko             | 5      |
| 64. | Ondřej Pažout              | 4      |
| 65. | Bernhard Flaschberger      | 2      |
| =   | Matti Herola               | 2      |
| 67. | Karl-August Tiirmaa        | 1      |
| =   | Je-Un Park                 | 1      |

| Lp. | Drużyna           | Punkty |
| --- | ----------------- | ------ |
| 1.  | Niemcy            | 6688   |
| 2.  | Austria           | 3372   |
| 3.  | Norwegia          | 2823   |
| 4.  | Japonia           | 2106   |
| 5.  | Finlandia         | 1450   |
| 6.  | Francja           | 860    |
| 7.  | Włochy            | 675    |
| 8.  | Czechy            | 464    |
| 9.  | Szwajcaria        | 357    |
| 10. | Stany Zjednoczone | 215    |
| 11. | Estonia           | 82     |
| 12. | Polska            | 81     |
| 13. | Rosja             | 39     |
| 14. | Słowenia          | 5      |
| 15. | Korea Południowa  | 1      |